# Nesle
Nesle település Franciaországban, Somme megyében. Lakosainak száma 2296 fő (2022. január 1.). Nesle Billancourt, Curchy, Herly, Languevoisin-Quiquery, Mesnil-Saint-Nicaise, Rouy-le-Grand és Rouy-le-Petit községekkel határos.

## Népesség
A település népességének változása:
| Lakosok száma | 2366 | 2376 | 2415 | 2339 | 2321 | 2314 | 2314 | 2308 | 2296 |
|               | 2013 | 2015 | 2016 | 2017 | 2018 | 2019 | 2020 | 2021 | 2022 |